# Silvo Poljanšek
Silvo Poljanšek, slovenski hokejist, * 25. december 1951, Jesenice.
Poljanšek je bil dolgoletni član kluba HK Acroni Jesenice. Za jugoslovansko reprezentanco je nastopil na Olimpijskih igrah 1972 v Saporu in 1976 v Innsbrucku. 